# 1905 Ambartsumian
1905 Ambartsumian eller 1972 JZ är en asteroid i huvudbältet som upptäcktes den 14 maj 1972 av den ryska astronomen Tamara Smirnova vid Krims astrofysiska observatorium på Krim. Den har fått sitt namn efter astrofysikern Viktor Ambartsumjan.
Asteroiden har en diameter på ungefär 8 kilometer.